# Copa Louis Vuitton 2013

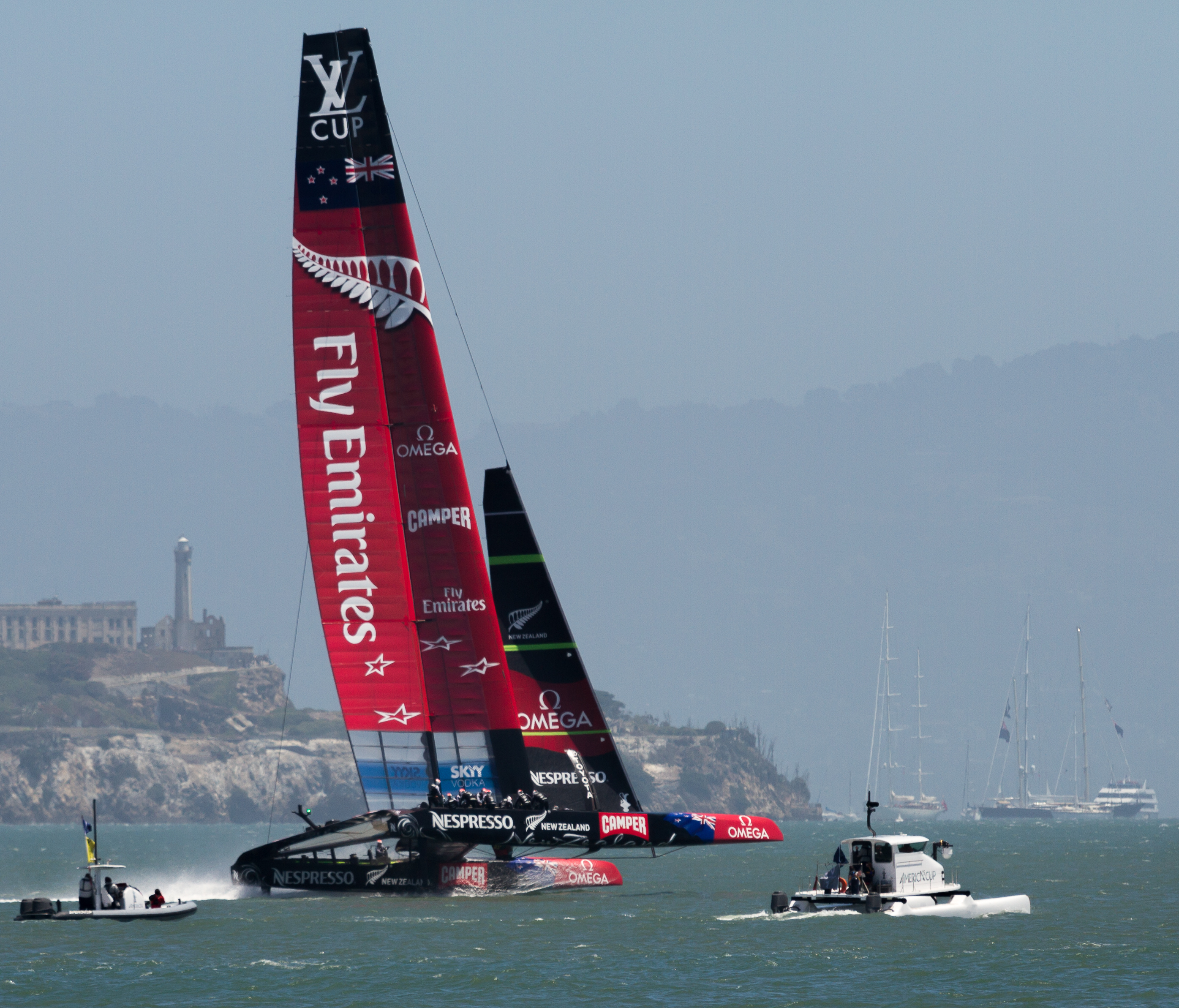
El yate ganador de la Copa Louis Vuitton 2013

La Copa Louis Vuitton 2013 fue la octava ocasión en que las Challenger Selection Series de la Copa América recibieron la denominación de Copa Louis Vuitton, por motivos de patrocinio, y se disputó en San Francisco, California (Estados Unidos) del 4 de julio  al 25 de agosto de 2013. El vencedor fue el Real Escuadrón de Yates de Nueva Zelanda con su equipo Team New Zealand, que ganó así el derecho a enfrentarse como aspirante en la 34.ª edición de la Copa América al Club de Yates Golden Gate, defensor del título.

## Participantes
Los tres clubes y sus equipos que compitieron, por orden de presentación de candidaturas, fueron:
| Club                             | Pabellón      | Equipo                    | Skipper     | Referencia |
| -------------------------------- | ------------- | ------------------------- | ----------- | ---------- |
| Real Club Náutico Sueco          | Suecia        | Artemis Racing            | Iain Percy  | [ 2 ]      |
| Royal New Zealand Yacht Squadron | Nueva Zelanda | Team New Zealand          | Dean Barker | [ 3 ]      |
| Círculo de Vela Sicilia          | Italia        | Luna Rossa Challenge 2013 | Max Sirena  | [ 4 ]      |

Los clubes Nautico di Roma, Canottieri Roggero di Lauria, Real Club Náutico de Valencia, Meĭ Fań Yacht Club, Club de Yates de Francia y Sail Korea Yacht Club, previamente inscritos, se retiraron antes de comenzar la competición.

## Competición
El sistema de competición comenzó con cinco series de regatas round robin en la que se midieron todos contra todos, pasando el primer clasificado a la final y los otros dos a semifinales:
| Equipo                    | Regatas | Victorias | Derrotas | Forfait | Total Pts. |
| ------------------------- | ------- | --------- | -------- | ------- | ---------- |
| Team New Zealand          | 9       | 9         | 0        | 0       | 9          |
| Luna Rossa Challenge 2013 | 9       | 4         | 4        | 1       | 4          |
| Artemis Racing            | 8       | 0         | 0        | 8       | 0          |

     Equipo clasificado para la final
     Equipos clasificados para la semifinal

### Semifinal
La semifinal se disputó al mejor de 7 regatas, venciendo el yate que primero consiguió 4 victorias.
| Team Name                 | 1 | 2 | 3 | 4 | 5 | 6 | 7 | Total |
| ------------------------- | - | - | - | - | - | - | - | ----- |
| Luna Rossa Challenge 2013 | V | V | V | V | - | - | - | 4     |
| Artemis Racing            | D | D | D | D | - | - | - | 0     |

     Equipo clasificado para la final

### Final
La final se decidió al mejor de 13 regatas, venciendo el yate que primero alcanzó 7 victorias.
| Team Name                 | 1 | 2 | 3 | 4 | 5 | 6 | 7 | 8 | 9 | 10 | 11 | 12 | 13 | Total |
| ------------------------- | - | - | - | - | - | - | - | - | - | -- | -- | -- | -- | ----- |
| Team New Zealand          | V | D | V | V | V | V | V | V | - | -  | -  | -  | -  | 7     |
| Luna Rossa Challenge 2013 | D | V | D | D | D | D | D | D | - | -  | -  | -  | -  | 1     |

     Equipo vencedor de la Copa Louis Vuitton y clasificado para disputar la Copa América 2013